# Bathyclarias nyasensis
Bathyclarias nyasensis е вид лъчеперка от семейство Clariidae. Видът не е застрашен от изчезване.

## Разпространение и местообитание
Разпространен е в Малави, Мозамбик и Танзания.
Среща се на дълбочина от 20 до 90 m.

## Описание
На дължина достигат до 1 m.